# لی زبری
لی زبری (انگلیسی: Le Zèbre) شرکت خودروسازی فرانسوی است، که در سال ۱۹۰۷ تأسیس شد.